# Razdol
Razdol (în bulgară Раздол) este un sat în Obștina Strumeani, Regiunea Blagoevgrad, Bulgaria.

## Demografie
Componența etnică a satului Razdol
     Bulgari (67,69%)
     Romi (1,76%)
     Nicio identificare (30,53%)
     Altele (0%)
La recensământul din 2011, populația satului Razdol era de 226 locuitori. Din punct de vedere etnic, majoritatea locuitorilor (67,69%) erau bulgari, cu o minoritate de romi (1,76%). Pentru 30,53% din locuitori nu este cunoscută apartenența etnică.